# Tankred iz Leccea
Tankred iz Leccea (talijanski Tancredi) (umro 20. veljače, 1194., Palermo), kralj Sicilije od 1189. čija je kratka vladavina označila kraj 125 godina duge normanske vlasti u južnoj Italiji i Siciliji.

## Životopis
Nezakoniti sin Rogera III., vojvode od Apulije i unuk Rogera II., kralja Sicilije. Tankred je sudjelovao u pobuni 1155. godine protiv ujaka, kralja Vilima I. i bio je zatvoren 5 godina. Kada je oslobođen, sudjelovao je u drugom neuspjelom ustanku 1161. godine, nakon čega je prognan. Trinaest godina poslije, oproštena je njegova nelojalnost Vilimu I. Tankred je vodio ekspediciju kralja Vilima II. na Aleksandriju, a poslije je postao zapovjednik sicilske flote. Smrću Vilima II. 1189. godine, bez izravnih nasljednika, Tankred je postao ozbiljan kandidat za prijestolje.
Unatoč protivljenju grofova, podržan od naroda i pape, okrunjen je za kralja 1190. godine. Prva godina njegove vladavine obilježena je antimuslimanskim nemirima i burnim posjetom engleskog kralja Rikarda I. Lavljeg Srca i francuskog kralja Filipa II. Augusta, koji su se kao vođe velikih vojski Trežega križarskog rata uputili u Svetu Zemlju. Rikard je zahtijevao naslijedstvo, koje mu je obećao Vilim II. i obnovu miraza svoje sestre Ivane Engleske, Vilimove udovice. Tijekom šest mjeseci koje je proveo na Siciliji dok su trajali pregovori, Rikard je izazvao nerede u Messini, koje je zatim ugušio pljačkanjem, spaljivanjem i zauzimanjem grada. Tankred je kupio mir prihvaćanjem Rikardovih zahtjeva pa u ožujku 1191. godine Rikard odlazi.
Godine 1191., rimsko-njemački car Henrik VI., koji je zahtijevao sicilsko prijestolje preko svoje žene Konstance, kćeri Rogera II., umarširao je na jug Italije. Henrik je napao Tankreda u Apuliji i Kalabriji te neuspješno opsjedao Napulj. Kontanca je ostala u Salernu, kad se on povukao i pala je u Tankredove ruke. Tankred je popustio pritisku pape Celestina III., koji je zahtijevao prijelaz vrijedne taokinje u papinski pritvor, ali na putu tamo, Konstanca je uspjela pobjeći i vratiti se u Njemačku. Tri godine poslije, Henrik je ponovno pokušao zauzeti Siciliju. Njegov pohod je dijelom financiran novcem od otkupnine plaćene za Rikarda I. Lavljeg Srca, kojeg je Henrik zarobio u Njemačkoj.
Prije nego što je Henrik stigao na Siciliju, Tankred je izenada umro, ostavivši iza sebe sina, Vilima III. Grofovi su prihvatili Henrika, koji je okrunjen za kralja Sicilije na Božić, 1194. godine. Tankredovoj obitelji je obećana sigurnost, ali pod izgovorom otkrića urote, uhvaćeni su i poslani u izgnanstvo u Njemačku. Vilim III. je umro, vjerojatno je ubijen. Tako je završila 125 godina duga vladavina Normana na Siciliji. Sicilsko Kraljevstvo bilo je jedna od najnaprednijih i najzanimljivijih srednjovjekovnih država, koja je svoj vrhunac postigla za vladavine Tankredovih prethodnika Vilima I. Lošeg i Vilima II. Dobrog.